# Leni Heitz-Frey
Leni Heitz-Frey (* 10. Juni 1928 in Wildegg; † 28. September 1998 in Nepal, heimatberechtigt in Auenstein, Basel und St. Moritz) war eine Schweizer Zeichenlehrerin, Malerin, Holzschneiderin und Geigerin.

## Leben und Werk
Leni Heitz-Frey wuchs in einer musischen Familie mit drei Schwestern in Wildegg auf und besuchte in Lenzburg die Bezirksschule. Dort wurde sie u. a. von dem Zeichenlehrer und Maler Wilhelm Dietschi (1899–1978) unterrichtet.
Sie absolvierte danach das Lehrerseminar in Aarau. An der Kunstgewerbeschule Zürich war sie anschliessend Schülerin von Ernst Gubler und schloss die Ausbildung 1949 mit dem Zeichenlehrerdiplom ab. Nebenbei studierte sie einige Semester Kunstgeschichte an der Universität Zürich.
Leni Heitz-Frey unterrichtete an verschiedenen Schulen und war nebenher als freischaffende Künstlerin tätig. Von 1953 bis 1955 war sie an der Schweizerischen Alpinen Mittelschule Davos tätig und hatte zusammen mit Victor Surbek ihre erste Ausstellung.
1957 heiratete sie Hansjürg Heitz und lebte mit ihm und ihren zwei Kindern in St. Moritz. Neben den Erziehungs- und Haushaltspflichten arbeitete sie im Schuhgeschäft ihres Mannes mit und konnte ihre künstlerischen Arbeiten in Einzel- und Gruppenausstellungen zeigen.
Ihre Werke, die Landschaftsbilder, Stillleben, Katzenbilder, Interieurs und Porträts umfassen, sind in verschiedenen Techniken, u. a. in Öl- und Aquarellfarben sowie Holz- und Linolschnitt, ausgeführt. Diese sind in öffentlichen Räumen und privaten Sammlungen zu sehen. Anlässlich der 18. «Schweizer Ausstellung alpiner Kunst» in Luzern erhielt Leni Heitz-Frey 1989 den zweiten Kunstpreis «Prix Meuly» (SAC-Kulturpreis). Seit 1991 war sie Mitglied der Gilde Schweizer Bergmaler.
Leni Heitz-Frey war Mitbegründerin der «Oberengandiner Musikschule» in St. Moritz. Im von Rudolf Aschmann gegründeten Chor war sie jahrzehntelang erste Konzertmeisterin. Aschmann engagierte sie als solche wiederholt an seinen Gastspielen im Engadin. Zudem war sie Mitglied im «Engadiner Barockensemble», spielte Kammermusik und wirkte mit in Quartetten.
Leni Heitz-Frey verstarb auf einer Reise in Nepal an einer Herzschwäche.